# Highasakite
Highasakite är en norsk indiepopgrupp som bildades 2011 och fick sitt genombrott 2012 med albumet All That Floats Will Rain.

## Medlemmar
Bandet består av medlemmarna Ingrid Helene Håvik (sång), Trond Bersu (trummor) och tidigare också Øystein Skar (synthesizer), Marte Eberson (synthesizer) och Kristoffer Lo (gitarr, perkussion och flugabone).   
Håvik och Bersu var jazzstudenter i Trondeim och bandet är senare baserat i Oslo. Den tredje medlemmen var Øystein Skar som bidrog med synthesizer till bandets sound och de spelade som trio i ungefär ett år innan Eberson och Lo gick med i bandet. Namnet säger de sig tagit i brist på idéer från en låttext av Elton John.

## Karriär

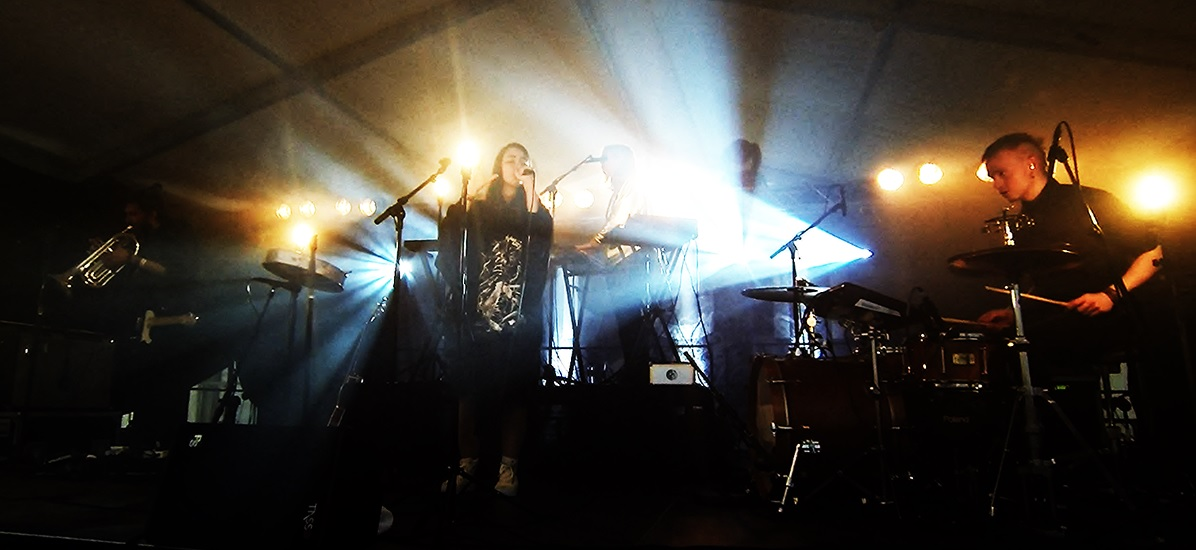
Highasakite på Steinkjerfestivalen 2014.

Bandets första album, All That Floats Will Rain, kom 2012. När bandet sommaren det året spelade på Øyafestivalen fick de beröm av Justin Vernon, frontfigur i amerikanska inderockgruppen Bon Iver, för sin musik. Frontfiguren Håvik har senare uttryckt tacksamhet över stödet från Vernon och att det hade ett stort PR-värde för gruppen. År 2012 nominerades bandet till det norska musikpriset Spellemanprisen för årets nykomlingar.
I februari 2014 släpptes Silent Treatement, bandets andra album som blev deras första listetta. I norsk press rankades albumet som det näst bästa norska albumet från 2014. Silent treatment låg rekordlänge på den norska hitlistan VG-lista i 120 veckor. Framgångarna under 2014 gjorde att Highasakite fick utmärkelsen årets popband i samband med Spellemanprisen och sångerskan Ingrid Helene Håvik vann priset för årets kompositör.
2014 fick bandet Bendiksenprisen, instiftat till minne av den norska sångaren Arne Bendiksen, på 100 000 norska kronor.
Silent Treatment följdes upp 2016 av bandets tredje album, Camp Echo. Albumet blev en ytterligare listetta i Norge och bandet blev återigen tilldelad Spellemanprisen för årets popgrupp 2016. Videon till låten "Golden Ticket" nominerades för årets video. Camp Echo gavs ut på oberoende skivbolaget Propeller Recordings och inkluderades på listan över de 25 nominerade albumen för årets bästa Independent Album i Europa.
Den 21 april 2017 släpptes bandets första singel "5 Million Miles", som musikaliskt ses som ett avsteg från gruppens tidigare låtar mot mer elektropop.

## Diskografi

### Album
| År   | Album                     | Topplacering | Spår |
| År   | Album                     | VG-lista     | Spår |
| ---- | ------------------------- | ------------ | --- |
| 2012 | All That Floats Will Rain | 16           | 1. "Son of a Bitch" 2. "Winners Don't Come Easy" 3. "Indian Summer" 4. "When You Have Gone" 5. "In and Out of Weeks" 6. "God Is a Banquet" 7. "My Soldier" 8. "Whatever That Means" 9. "Everything Sank in You" 10. "The Heron" |
| 2014 | Silent Treatment          | 1            | 1. "Lover, Where Do You Live?" 2. "Since Last Wednesday" 3. "Leaving No Traces" 4. "Hiroshima" 5. "My Only Crime" 6. "I, The Hand Grenade" 7. "Darth Vader" 8. "Iran" 9. "The Man On The Ferry" 10. "Science & Blood Tests"     |
| 2016 | Camp Echo                 | 1            | 1. "My name is Liar" 2. "Samurai swords" 3. "Someone who'll get it" 4. "My mind is a bad neighbourhood" 5. "God don't leave me" 6. "I am my own disease" 7. "Golden ticket" 8. "Deep sea diver" 9. "Chernobyl"                  |
| 2019 | Uranium Heart             | 4            | 1. «Too Early» 2. «Revolution» 3. «I Call Bullshit» 4. «Mexico» 5. «Mexico, Pt. 2» 6. «Hail Of Bullets» 7. «Out Of Order» 8. «Egomaniac» 9. «Uranium Heart» 10. «Stick With You» 11. «Outro»                                    |

### EP
- 2016 – Acoustic Versions
- 2019 – The Bare Romantic, Part 1
- 2020 – The Bare Romantic, Part 2